# John Carney

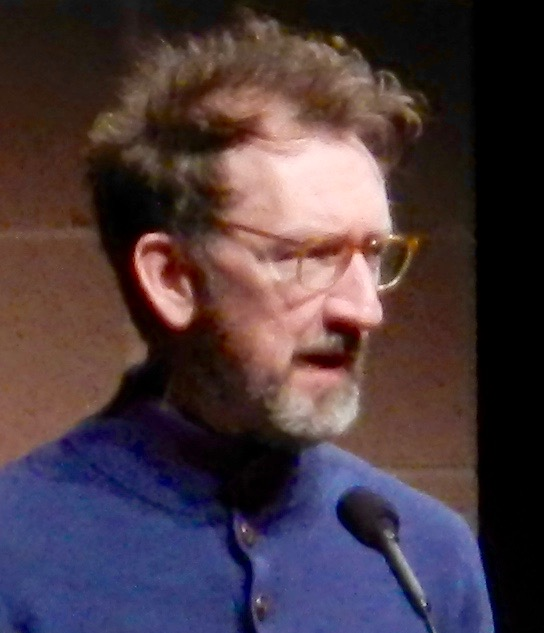
Carney bei der Vorstellung seines Film Sing Street beim Sundance Film Festival 2016

John Carney (* 1972 in Dublin) ist ein irischer Musiker, Regisseur und Drehbuchautor.

## Leben
Carney begann seine kulturelle Karriere 1991 als Bassist der irischen Rockband The Frames, mit denen er bis 1993 spielte und für die er auch Regie bei einigen Videoclips führte.
2001 führte er die beim Filmdrama On the Edge, dessen Drehbuch er gemeinsam mit Daniel James verfasst hatte. Die Hauptrollen übernahmen Stephen Rea und Cillian Murphy. 2003 schrieb Carney dann das Drehbuch und führte Regie (beides zusammen mit seinem Bruder Kieran Carney und Jerry Hall) in der erfolgreichen irischen Fernsehserie Bachelors Walk.
2006 führte er Regie beim Film Once, in dem der Sänger seiner ehemaligen Band Glen Hansard und die tschechische Musikerin Markéta Irglová mitspielen. Der Film wurde nach seiner Premiere auf dem Galway Film Fleadh auf dem Sundance Film Festival 2007 in der Kategorie Drama mit dem World Cinema Audience Award ausgezeichnet.
Als Regisseur und Drehbuchautor ist er an der Serie Modern Love (2019) beteiligt, die auf einer wöchentlichen Kolumne der New York Times basiert.

## Filmografie (Auswahl)
Regie und Drehbuch
- 1996: November Afternoon
- 1999: Park
- 2001: On the Edge
- 2001–2003: Bachelors Walk (Fernsehserie, zehn Episoden)
- 2006: Bachelors Walk Christmas Special (Fernsehspecial)
- 2007: Once
- 2009: Zonad
- 2012: The Rafters
- 2013: Can a Song Save Your Life?
- 2016: Sing Street
- 2019: Modern Love (Fernsehserie)
- 2023: Flora and Son

Produktion
- 2016: Sing Street
- 2023: Flora and Son

## Auszeichnungen
Irish Film and Television Award
- 2024: Nominierung für die Beste Regie (Flora and Son)
- 2024: Nominierung für das Beste Drehbuch (Flora and Son)[2]